# Sistema hok/sok
Il sistema hok/sok (dall'inglese: host killing/suppressor of killing, uccisione dell'ospite, soppressione dell'uccisione), è, in biologia molecolare un sistema di selezione post-segregazionale del plasmide R1 di Escherichia coli.
Il sistema è controllato dai due geni hok e sok: il prodotto dei due geni può essere considerato rispettivamente come un veleno a lunga vita ed un antidoto a breve vita. Dopo la divisione cellulare se una delle cellule figlie non contiene il plasmide, essa non produrrà più l'antidoto e morirà, visto che il veleno ha una vita più lunga dell'antitodo. Invece cellule contenenti il plasmide continueranno a produrre l'antidoto e potranno sopravvivere: il sistema viene detto postsegregazionale appunto perché la morte cellulare avviene dopo la segregazione del plasmide.
Il gene hok codifica per una proteina citotossica di 52 amminoacidi, che causa morte cellulare per depolarizzazione della membrana . Il processo di traduzione dell'mRNA di hok è però inibito dal trascritto del gene sok, che agisce come regolatore antisenso: questi lega l'mRNA di hok e forma un duplex riconosciuto e degradato dalla RNAsi III .
Il meccanismo di selezione è ottenuto tramite le differenti velocità di degradazione dei due trascritti: l'mRNA di hok è abbastanza stabile, mentre il trascritto antisenso di sok viene rapidamente degradato, il che permetterebbe l'espressione di hok, se non che il livello di espressione di sok è molto più elevato di quello di hok, compensando per la minor stabilità. In questo modo hok non viene tradotto in proteina nelle cellule contenenti il plasmide, però la perdita del plasmide causa uno sbilancio tra il trascritto di hok, stabile e quello di sok, rapidamente degradato, portando alla sintesi della proteina hok e infine a morte cellulare.